# Aerodramus ocistus
La salangana de las Marquesas o rabitojo de las Marquesas (Aerodramus ocistus) es una especie de ave apodiforme de la familia Apodidae endémica de las islas Marquesas, en la Polinesia Francesa. 

## Subespecies
Se reconocen las siguientes:
- A. o. ocistus (Oberholser, 1906) - norte de las Marquesas
- A. o. gilliardi (Somadikarta, S, 1994) - sur de las Marquesas.